# 常春
常春（とこはる）とは、年間を通して春のような気候が続く場所を指す。年平均気温が10-20度前後で、年較差が小さい。日較差は大きく、乾燥していることが多い。
低緯度地帯の、山地で多くみられる。

## 常春として知られる都市
- ボゴタ（コロンビア共和国 クンディナマルカ県）
- キト（エクアドル共和国 ピチンチャ州）
- 昆明（中華人民共和国 雲南省）